# Morire d'amore (film 1971)
Morire d'amore è un film del 1971 diretto da André Cayatte.
Pellicola coprodotta da Italia e Francia, dove è uscita col titolo Mourir d'aimer.

## Trama
Durante il maggio 1968, Danièle, una insegnante di lingue, si innamora del giovane Gérard, uno dei suoi studenti. I genitori del ragazzo, fortemente contrari a questa relazione, tentano di separarli mandando Gérard in montagna per un breve periodo, ma quando scoprono che i due si vedono ancora la situazione ben presto degenera: Gérard viene espulso dal Liceo, lascia casa sua e va a vivere con Danièle. A questo punto i genitori denunciano la donna per il reato di corruzione di minore. Mentre Danièle entra in carcere, Gérard si dice disposto a tornare a casa dei suoi, purché Danièle venga scarcerata. Anche il giovane però viene condannato, su pressioni di suo padre, a passare un periodo di osservazione in una clinica psichiatrica, dalla quale però scappa quasi subito. Dopo un secondo arresto della donna, le cose precipitano per i due innamorati verso una fine tragica.

## Produzione
Il film è girato perlopiù a Rouen, ed è basato sulla vera storia di Gabrielle Russier, che si suicidò nel 1969 mentre era in attesa del verdetto del processo a suo carico per corruzione di minore.

## Critica
... in Francia ebbe più successo di Love Story: Cayatte divide rigidamente buoni e cattivi, e usa ogni mezzo (lecito e no) per commuovere e indignare lo spettatore. *½ 